# Llista de monuments de la província de València

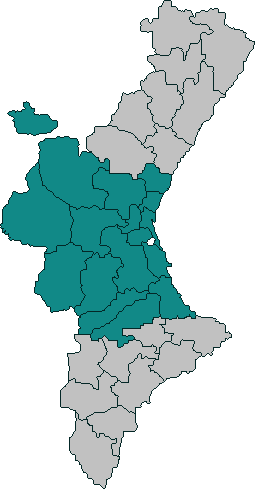
Província de València

Llista de monuments de la província de València inscrits en l'Inventari General del Patrimoni Cultural Valencià per la província de València.
S'inclouen els monuments declarats com a Béns d'Interés Cultural (BIC), classificats com a béns immobles sota la categoria de monuments (realitzacions arquitectòniques o d'enginyeria, i obres d'escultura colossal), i els monuments declarats com a Béns immobles de rellevància local (BRL). Estan inscrits en l'Inventari General del Patrimoni Cultural Valencià, en les seccions 1a i 2a respectivament.
Les llistes estan dividides per comarques:
- Llista de monuments del Camp de Morvedre
- Llista de monuments del Camp de Túria
- Llista de monuments de la Canal de Navarrés
- Llista de monuments de la Costera
- Llista de monuments de la Foia de Bunyol
- Llista de monuments de l'Horta Nord
- Llista de monuments de l'Horta Oest
- Llista de monuments de l'Horta Sud
- Llista de monuments de la Plana d'Utiel
- Llista de monuments del Racó d'Ademús
- Llista de monuments de la Ribera Alta
- Llista de monuments de la Ribera Baixa
- Llista de monuments de la Safor
- Llista de monuments dels Serrans
- Llista de monuments de València
- Llista de monuments de la Vall d'Albaida
- Llista de monuments de la Vall de Cofrents